# Kursaal
Pour les articles homonymes, voir Kursaal (homonymie).

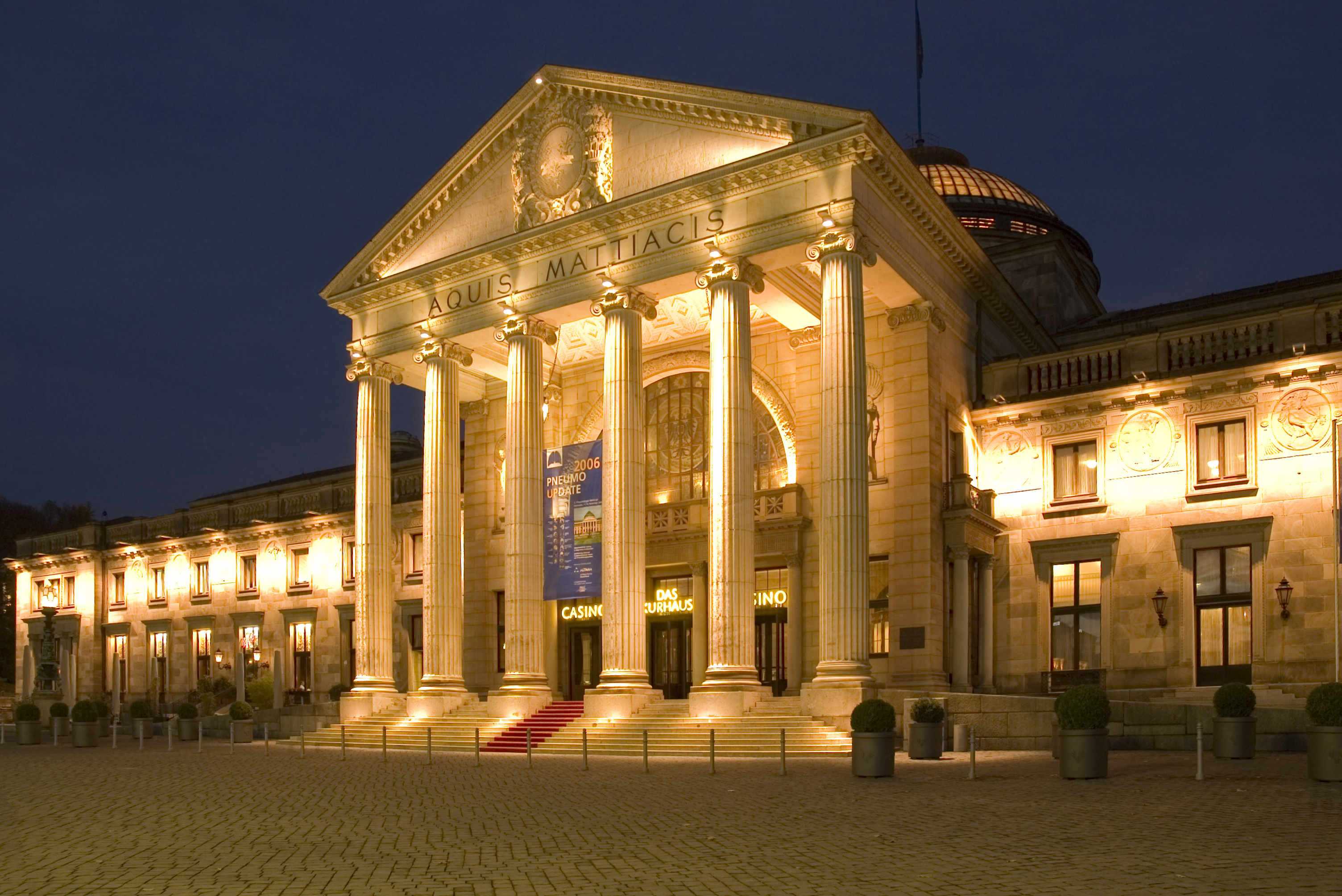
Façade du kursaal de Wiesbaden.

Un kursaal, mot tiré de l'allemand et signifiant « salle de cure » (on rencontre aussi kurhaus, « maison de cure »), est un bâtiment de loisirs, typique de l'architecture du Nord de l'Europe du XIXe siècle, souvent bâti dans les stations thermales puis, plus tardivement, dans les stations de bord de mer, dont il est, avec le centre de soins, l'élément le plus représentatif.
L'un des exemples les plus récents et les plus spectaculaires est le palais Kursaal réalisé par Rafael Moneo en 1999 à Saint-Sébastien (Espagne).

## Structure

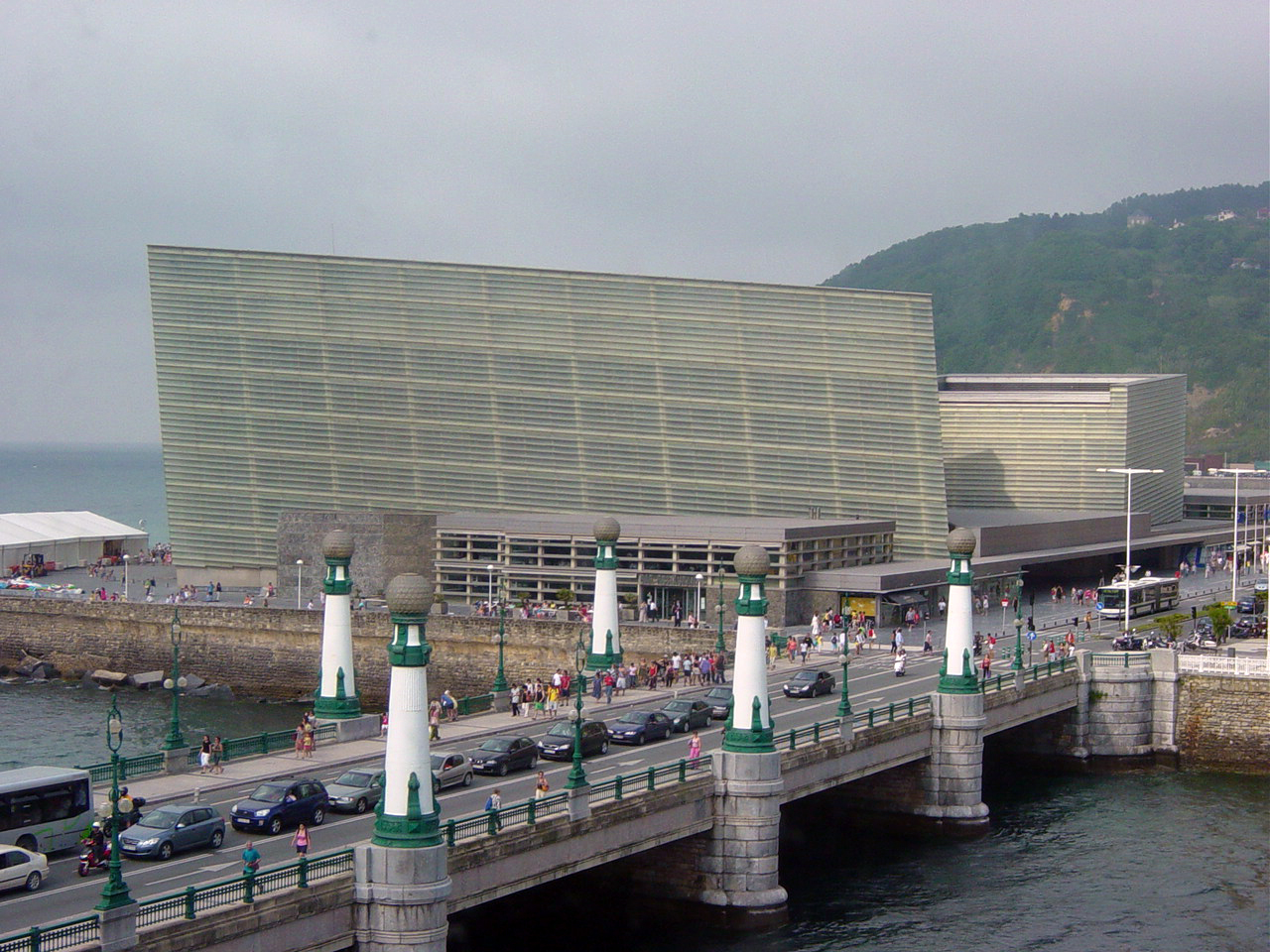
Le Palais Kursaal de San Sebastian, Pays Basque, Espagne.

Articulé autour d'un hall central, le bâtiment comprend généralement une salle de bal, une salle de concerts et de théâtre, une salle de jeu et plusieurs restaurants.

## Liste de kursaals
Le nom kursaal est principalement employé dans les pays européens de langue allemande et néerlandaise. En France, il est un temps parfois employé pour désigner certains établissements, plutôt des casinos dans des lieux de villégiature, mais il finit généralement par être abandonné sous la pression de l'antigermanisme, d'autant plus après le déclenchement de la Première Guerre mondiale.

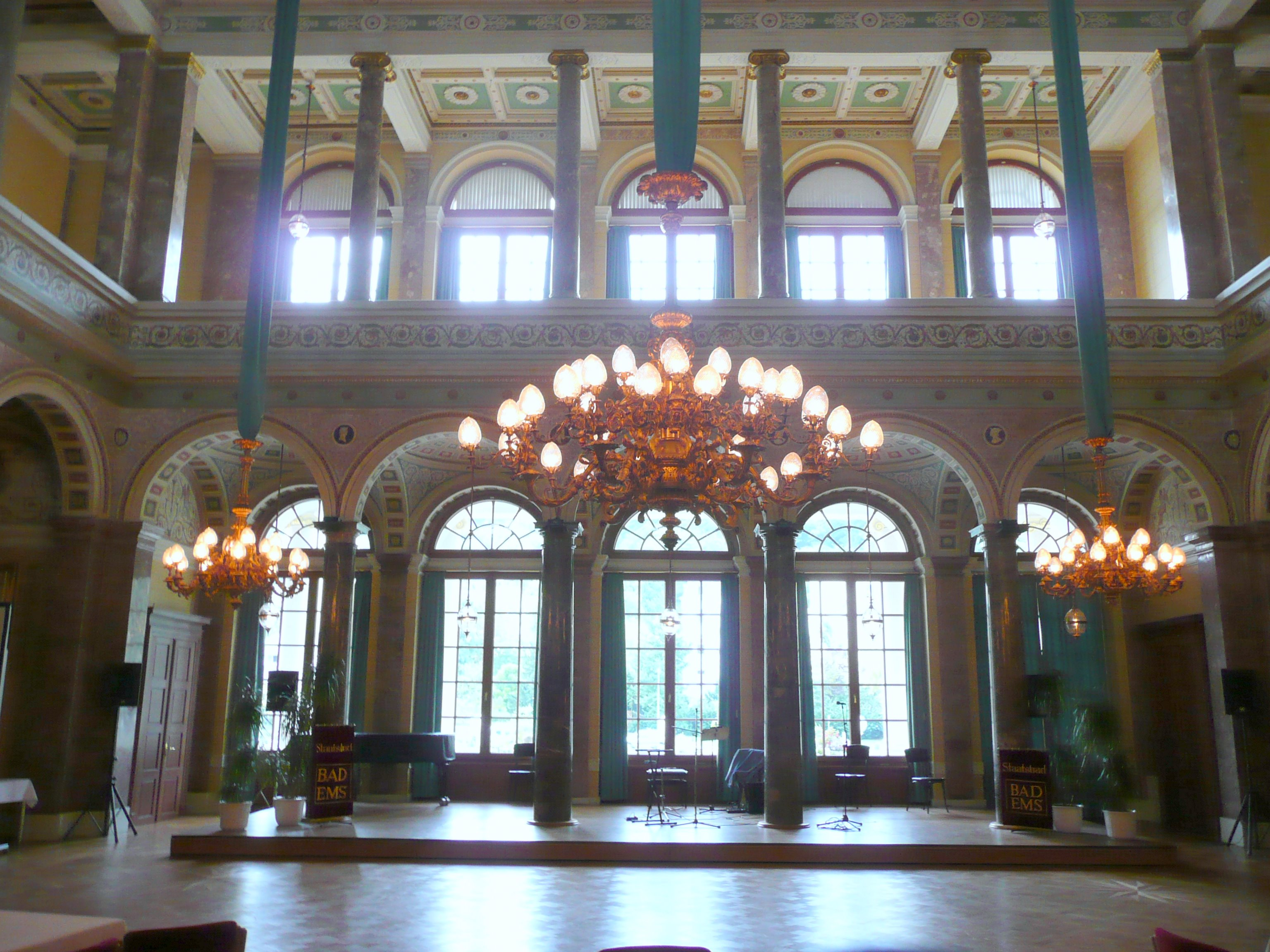
Hall du kursaal de Bad Ems.

### En Allemagne
- Le kursaal de Bad Cannstatt, construit entre 1825 et 1839 par Nikolaus Friedrich von Thouret
- Le kursaal de Bad Brückenau, construit en 1827 par Johann Gottfried Gutensohn
- Le kursaal de Bad Kissingen, construit entre 1834 et 1838 par Friedrich von Gärtner
- Le kursaal de Bad Ems, construit entre 1835 et 1839 par Johann Gottfried Gutensohn
- Le Kurhaus Göggingen à Augsbourg, construit en 1886 par Jean Keller
- Le kurhaus Bad Reichenhall, construit en 1900 par Max Littmann
- Le Kurhaus Warnemünde à Rostock-Warnemünde, construit entre 1914 et 1925
- Le kurhaus de Freudenstadt, construit en 1948
- Le kursaal de Heligoland, construit en 1959 par Friedrich et Ingeborg Spengelin
- Le kurhaus de Baden-Baden
- Le kurhaus de Bad Dürkheim
- Le kurhaus de Bad Homburg vor der Höhe
- Le kurhaus de Bad Liebenzell
- Le kurhaus de Wiesbaden

### En Angleterre
- Le Kursaal (en) de Southend-on-Sea

### En Autriche

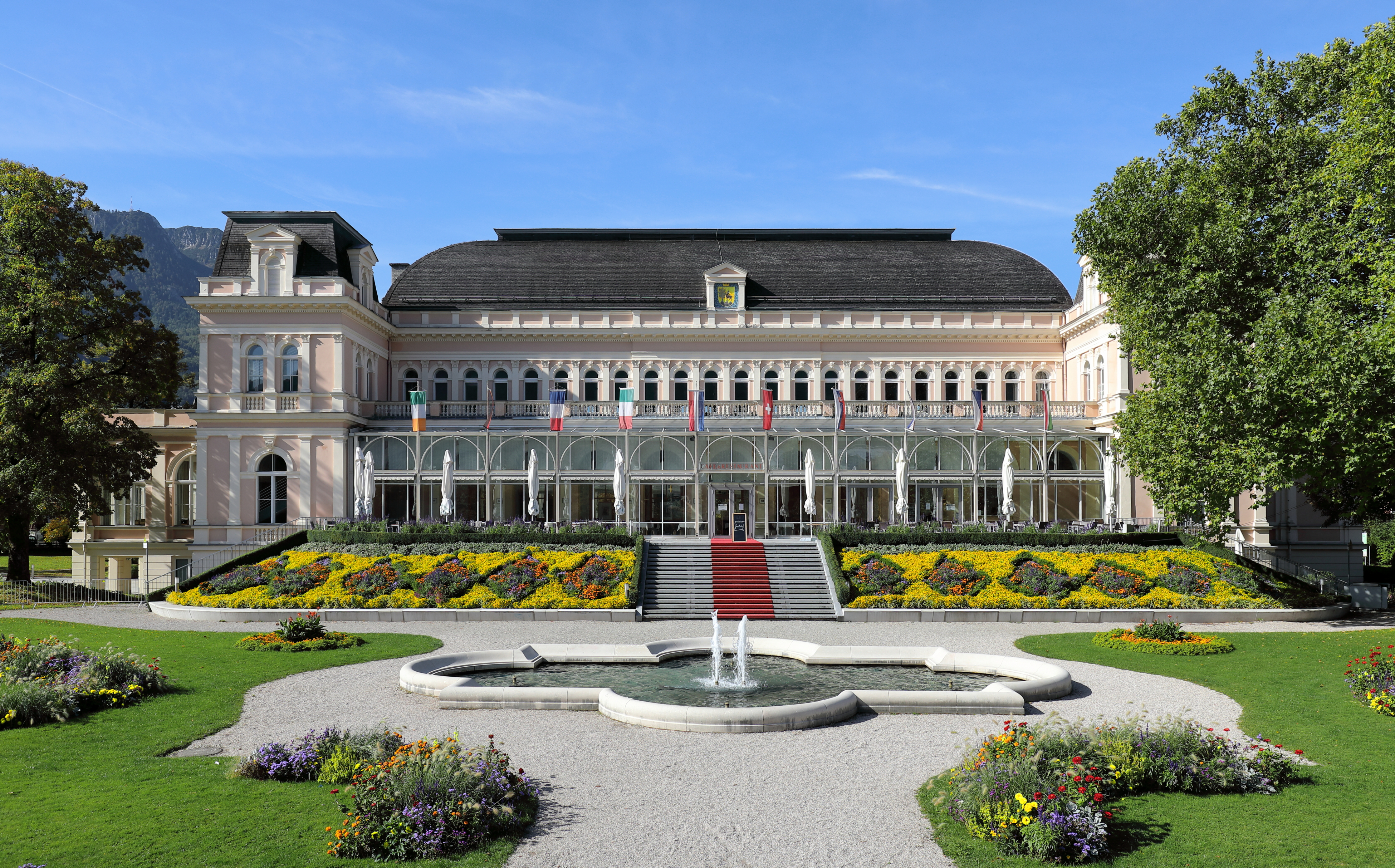
Le kurhaus de Bad Ischl.

- Le kurhaus de Semmering
- Le kurhaus de Bad Ischl

### En Belgique
- Le Casino-Kursaal d'Ostende, construit en 1953 par Léon Stijnen
- Le Kursaal de Dolhain-Limbourg
- L'ancien Kursaal de Namur construit vers 1910 transformé en Casino
- Le Kursaal, ancien cinéma et toujours salle évènementielle à Binche

### En Espagne
- Le Palais Kursaal de Saint-Sébastien

### En France
- Le Kursaal de Besançon
- Le Kursaal de Dunkerque
- Le Kursaal de Sète, construit en 1854
- Le Kursaal de Drancy
- Le Kursaal de Gournay-en-Bray
- Le Kursaal de Berck
- Le Kursaal de Lille Hellemmes
- Le Kursall de Pornichet (actuel casino, mais qui a porté ce nom de sa construction à la Première Guerre mondiale)

### En Italie
- Le Kursaal de Rimini, construit en 1843
- Le kurhaus de Mérano, construit en 1874 par Josef Czerny
- Le Kursaal de Montecatini Terme

### Au Luxembourg
- Le Kursaal de Rumelange

### Aux Pays-Bas
- Le kuraus de Schéveningue, construit en 1885 par Johann Friedrich Henkenhaf et Friedrich Ebert

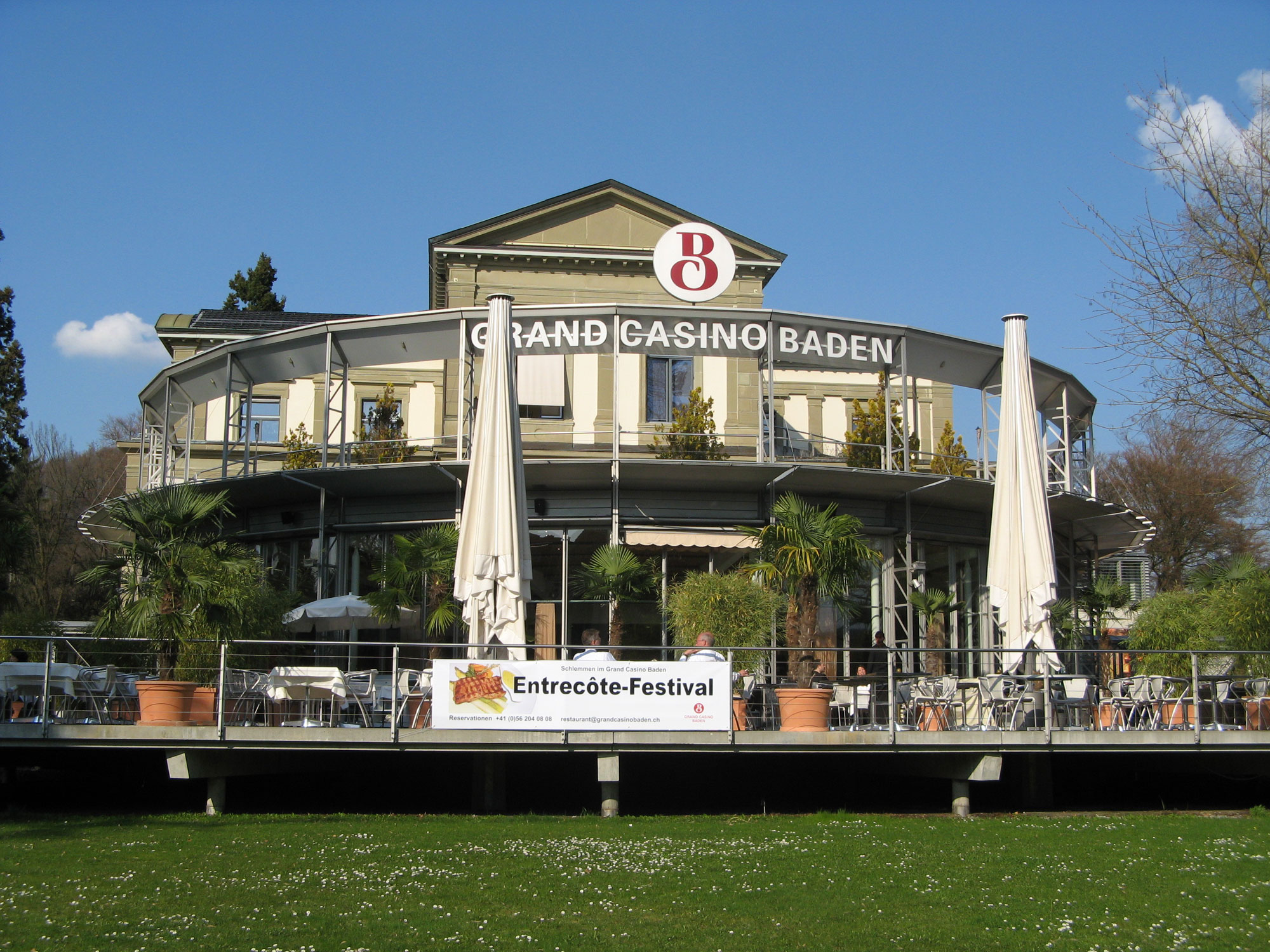
Facade du kursaal de Baden (Suisse).

### En Suisse
- Le kursaal de Heiden, construit en 1957
- Le kursaal d'Arosa, construit en 1962
- Le kursaal de Baden
- Le kursaal de Bad Ragaz
- Le kursaal de Berne
- Le kursaal d'Interlaken
- Le kursaal de Montreux (1881-1886, détruit par un incendie en 1971)
- Le kursaal de Locarno

### En Algérie
- Le Kursaal d'Alger a été ouvert en 1908 et a été démoli en 1928

## Sources
- (de) Cet article est partiellement ou en totalité issu de l’article de Wikipédia en allemand intitulé « Kursaal » (voir la liste des auteurs).